# Ata-ita-crisis
De Ata-ita-crisis (Esperanto: ata-ita-diskuto) was een interpretatieconflict (discussie) tussen Slavische en Germaanse esperantisten. Het conflict bereikte zijn kookpunt in de jaren zestig van de twintigste eeuw.
Het kwam allemaal omdat Lejzer Zamenhof iets te weinig regels had gegeven. Hij had een systeem bedacht voor de werkwoordstijden: -is was de verleden tijd (mi kisis 'ik kuste'), -as  de tegenwoordige tijd (mi kisas 'ik kus'), -os de toekomende tijd (mi kisos 'ik zal kussen'). De lijdende vorm maakte je met -ata: mi estas kisata 'ik word gekust'. Dit wordt als eenvoudig genoeg gezien.
Maar als je -is en -os hebt naast -as, kun je natuurlijk ook -ita en -ota hebben naast ata, en dus voerde Zamenhof drie achtervoegsels in voor de lijdende vorm: -ita, -ata en -ota. Wat deze drie vormen echter precies betekenden, vertelde Zamenhof niet expliciet in zijn grammatica of in enig ander werk, misschien omdat hij dacht dat dit vanzelf sprak. De meeste sprekers van het Esperanto vonden ook dat het vanzelf sprak - maar welke interpretatie ze precies gaven, lag aan hun moedertaal. Het verschil van inzicht ging voor een belangrijk deel over een vorm als fermita van fermi (sluiten). Sprekers van de Germaanse talen hadden het idee dat la pordo estas fermita ongeveer betekende 'iemand heeft de deur (la pordo) gesloten'. Sprekers van Slavische talen voelden het anders aan: de deur is op dit moment gesloten. In de 'Germaanse' lezing is het mogelijk dat de deur nu weer open is, al heeft iemand hem in het verleden gesloten. In de 'Slavische' lezing is dat niet mogelijk.
De aanhangers van de 'Germaanse' interpretatie werden atisten genoemd, en de aanhangers van de 'Slavische' interpretatie itisten. De strijd tussen de twee groepen begon met het verschijnen van de derde druk van de Volledige, analytische grammatica van Kálmán Kalocsay en Gaston Waringhien. De auteurs, die Itisten waren, waarschuwden hierin voor de te grote invloed die sprekers uit Noord-Europese landen tijdens de jaren vijftig op de taal zouden hebben. Die sprekers zouden volgens hen een quasi-logisch systeem hebben bedacht dat 'een breuk in de continuïteit en traditie van de taal dreigt te veroorzaken, omdat dit het taalgebruik van Zamenhof als foutief, of minstens modieus bestempelt'. Beschuldigingen dat men afwijkt van het taalgebruik van Zamenhof is voor de meeste esperantisten een diepe belediging. Atisten werden een jaar later nog woedender, toen in een essaybundel van Gaston Waringhien het Itistische standpunt fel verdedigd werd. Er ontbrandde een woordenstrijd, waarin beide partijen merkwaardige zinnetjes construeerden om hun eigen gelijk aan te tonen en in het werk van Zamenhof zochten om uit te zoeken of de schepper een Atist of Itist was geweest. Men maakte elkaar uit voor scheurmaker, samenzweerder, fanaticus, ketter of zelfs voor Idist.
Halverwege de jaren zestig was Waringhien voorzitter geworden van de Akademio de Esperanto. Door manipulaties wist hij het zover te krijgen dat een meerderheid van de academieleden bij enquêtes een Itistisch standpunt innam. Tegen deze gang van zaken kwam weer een groep Atisten (waaronder Jan Isbrüker en András Cseh) hier tegenoverstaan en zo bleef de discussie doorgaan. Het is nooit tot een gezamenlijke conclusie gekomen ; de strijd is langzaam uitgedoofd, omdat de deelnemers hun belangstelling verloren of overleden.